# Дуарте, Родриго
Дуарте, Родриго (порт. Rodrigo Duarte) — бразильский учёный, профессор кафедры философии Федерального университета Минас-Жерайс (Белу-Оризонти, Бразилия).
Экс-президент Бразильской эстетической ассоциации ABRE (2006—2014). В настоящее время Родриго Дуарте является Президентом Международной эстетической ассоциации (IAA).
Автор книг и публикаций на португальском, английском и немецком языках.
Научные интересы Дуарте включают в себя проблемы этики и эстетики, автономию искусства, массовое искусство, а также наследие Вилема Флюссера и Франкфуртской школы, в частности, Теодора Адорно.

## Биография
Родриго Дуарте получил степень магистра философии в Федеральном университете Минас-Жерайс в 1985 году, а спустя пять лет и степень доктора философии в Университете Касселя в Германии.
Начиная со своего возвращения в Бразилию в 1990 году, Дуарте занимает пост профессора на факультете философии и гуманитарных наук Федерального университета Минас-Жерайс.
В течение последующих лет работал приглашённым профессором в Калифорнийском университете Беркли, США (1997), Веймарском университете Баухаса, Германия (2000), Высшей школе Мангейма, Германия (2011).

## Научная деятельность

### Родриго Дуарте иТеодор Адорно
Одним из предметов научного интереса Родриго Дуарте является исследование и развитие идей Теодора Адорно, в частности, концепции индустрии культуры.
Так, в своей монографии «Критическая теория индустрии культуры» (2003) Дуарте анализирует как происхождение, так и последующее развитие концепции индустрии культуры в работе Адорно. Книга состоит из пяти частей. Первая фокусируется на обстоятельствах появления Франкфуртской школы, а также теоретических предпосылках критики индустрии культуры. Вторая часть представляет собой анализ сотрудничества Теодора Адорно и Макса Хоркхаймера «Диалектика Просвещения» (1947), подробно останавливаясь на каждом из её разделов («Концепция Просвещения», «Культуриндустрия», «Элементы антисемитизма»). Третья часть монографии посвящена социологическим подходам Адорно к культурной индустрии, анализируя его работы «Авторитарная личность» (1950), собрание эссе «Звёзды на земле» (1930—1955). Четвёртая часть рассматривает эстетические подходы Адорно к теме индустрии культуры, фокусируясь на таких программных текстах Адорно как «Эстетическая теория», «Философия новой музыки» и «Minima moralia. Размышления из поврежденной жизни». Наконец, в финале монографии Дуарте прослеживает динамику и даёт оценку изменениям в индустрии культуры после смерти Адорно как с точки зрения как технического прогресса (появление Интернета, социальных сетей, смартфонов), так и геополитических изменений (падение Берлинской стены, конец «развитого социализма» с распадом СССР).
Также работы Теодора Адорно исследуются книгах Дуарте «Мимесис и рациональность. Концепция Теодора Арно о царстве природы», «Адорно. Девять эссе о франкфуртском философе» и в ряде статей для проекта «Лаборатория эстетики» Федерального университета Минас-Жерайс. Научной деятельности Теодора Адорно, Макса Хоркхаймера, Герберта Маркузе, Вальтера Беньямина и других представителей Франкфуртской школы посвящены международные публикации Дуарте.

### Родриго Дуарте иВилем Флюссер
Значительная часть работ Дуарте посвящена идеям немецкого философа еврейского происхождения Вилема Флюссера. Так, Дуарте развивает идею технообразов Флюссера, а также пишет о влиянии жизни Флюссера в Бразилии на развитие его медиа-философии.

### Родриго Дуарте иКарл Маркс
В ряде своих научных работ Дуарте обращается к Карлу Марксу, как к теоретику, необходимому для осмысления понятия глобализации и функционирования современного капитализма. В статье «Глобализованный мир и эстетизация жизни» Дуарте обращается к первому тому «Капитала» Маркса. Далее, книга "Маркс и природа в «Капитале» разрешает полемику экологов марксистов, где первые атакуют марксизм за разрушительность для природы из-за концепции бесконечного развития производительных сил, в то время как последователи Маркса считают подобное отношение излишне консервативным и реакционным.
В рамках исследования работ Теодора Адорно он также неоднократно обращается к Марксу как к одному из ключевых имён немецкой философии в Германии в период, пришедший на смену «немецкому идеализму».

### Бразильская культура
Значительная часть работ Дуарте посвящена бразильской культуре, а также глобальным проблемам эстетики сквозь призму южноамериканской культуры. Так, в немецкоязычной работе Deplatzierungen («Перемещения») Дуарте фокусируется на рецепции критической теории Адорно в Бразилии. В рамках проекта «Эстетика и индустрия культуры в Бразилии» Родриго Дуарте стал автором научных статей, исследующих работы его соотечественников: философа и литературного критика Бенедито Нуньеса, писателя Хосе Гильерме Меркиора и философа украинского происхождения Клариси Лиспектор.
Также Дуарте анализирует медиа-философию Флюссера с точки зрения его более чем тридцатилетнего пребывания в Бразилии и утверждает о влиянии бразильской медиакультуры на его философию фотографии.

## Избранная библиография

### Книги
- Marx e a natureza em O capital (1986)
- Mímesis e racionalidade. A concepção de domínio da natureza em Theodor W. Adorno. (1993)
- Morte da Arte hoje (1993)
- Adornos. Nove ensaios sobre o filósofo frankfurtiano (1997)
- Teoria Crítica da Industria Cultural (2003)
- Pós-história de Vilém Flusser. Gênese-anatomia-desdobramentos. (2012)